# 瓦氏效應
瓦氏效應（英語：Warburg effect），被用于两个不相关生物化学的观测，一个在植物生理学中而另一个在肿瘤学中，都是由于诺贝尔奖获得者瓦爾堡所提出。

## 植物生理学
在植物生理学中，瓦氏效应是指在高氧浓度下光合作用出现减少。RuBisCO能启动光合作用，而氧气是二氧化碳碳固定RuBisCO的竞争性抑制剂。另外，氧气刺激光呼吸从而降低光合作用产量。这两个机制一起导致了瓦氏效应。

## 肿瘤学
瓦爾堡所提出的理論，認為癌細胞的生長速度遠大於正常細胞的原因來自於产生能量（例如ATP）的來源差別。癌細胞會偏向使用糖解作用取代一般正常細胞的有氧循環，所以癌細胞使用線粒體的方式與正常細胞就會有所不同。而癌細胞主要使用糖解作用取代有氧循環的現象，就稱作瓦氏效應。這樣的現象也引起研究者的好奇，是否能藉由導引細胞恢復正常有氧循環，切斷癌細胞的能量供應來阻止癌細胞生長，所以線粒體以及調控有氧循環與糖解作用間的過程也一直是癌症研究的重要問題。